# Galeosoma vernayi
Galeosoma vernayi är en spindelart som beskrevs av Hewitt 1935. Galeosoma vernayi ingår i släktet Galeosoma och familjen Idiopidae.
Artens utbredningsområde är Botswana. Inga underarter finns listade i Catalogue of Life.